# Bernhard Rüdiger
 (avril 2021).
La mise en forme du texte ne suit pas les recommandations de Wikipédia : il faut le « wikifier ».
Les points d'amélioration suivants sont les cas les plus fréquents. Le détail des points à revoir est peut-être précisé sur la page de discussion.
- Les titres sont pré-formatés par le logiciel. Ils ne sont ni en capitales, ni en gras.
- Le texte ne doit pas être écrit en capitales (les noms de famille non plus), ni en gras, ni en italique, ni en « petit »…
- Le gras n'est utilisé que pour surligner le titre de l'article dans l'introduction, une seule fois.
- L'italique est rarement utilisé : mots en langue étrangère, titres d'œuvres, noms de bateaux, etc.
- Les citations ne sont pas en italique mais en corps de texte normal. Elles sont entourées par des guillemets français : « et ».
- Les listes à puces sont à éviter, des paragraphes rédigés étant largement préférés. Les tableaux sont à réserver à la présentation de données structurées (résultats, etc.).
- Les appels de note de bas de page (petits chiffres en exposant, introduits par l'outil «  Source ») sont à placer entre la fin de phrase et le point final[comme ça].
- Les liens internes (vers d'autres articles de Wikipédia) sont à choisir avec parcimonie. Créez des liens vers des articles approfondissant le sujet. Les termes génériques sans rapport avec le sujet sont à éviter, ainsi que les répétitions de liens vers un même terme.
- Les liens externes sont à placer uniquement dans une section « Liens externes », à la fin de l'article. Ces liens sont à choisir avec parcimonie suivant les règles définies. Si un lien sert de source à l'article, son insertion dans le texte est à faire par les notes de bas de page.
- La présentation des références doit suivre les conventions bibliographiques. Il est recommandé d'utiliser les modèles {{Ouvrage}}, {{Chapitre}}, {{Article}}, {{Lien web}} et/ou {{Bibliographie}}. Le mode d'édition visuel peut mettre en forme automatiquement les références.
- Insérer une infobox (cadre d'informations à droite) n'est pas obligatoire pour parachever la mise en page.

Pour une aide détaillée, merci de consulter Aide:Wikification.
Si vous pensez que ces points ont été résolus, vous pouvez retirer ce bandeau et améliorer la mise en forme d'un autre article.
Bernhard Rüdiger est un artiste plasticien italien né en 1964 à Rome. Il est le fils de l'archéologue allemand Ulrich Rüdiger (de) et petit fils du professeur de littérature comparée Horst Rüdiger (de).

## Biographie
Il a étudié à Brera, l'Académie des Beaux-Arts de Milan et vit à Paris depuis 1994. Il enseigne à l'École Nationale Supérieure des Beaux Arts de Lyon où il dirige depuis 2004 l'unité de recherche Art Contemporain et Temps de l'Histoire. À Milan il a travaillé à La Casa degli artisti fondée par Luciano Fabro, Jole De Sanna] et Hidetoshi Nagasawa en 1978 et a participé activement au débat sur la nouvelle scène artistique italienne à la fin des années 1980. En collaboration avec d'autres artistes, dont Liliana Moro (it), Adriano Tovato et Mario Airò, ils ont travaillé sur des projets collectifs expérimentaux avant de fonder conjointement la revue Tiracorrendo et l'espace d'artistes Lo Spazio di Via Lazzaro Palazzi, actif sur la scène milanaise entre 1989 et 1993. En collaboration avec Alfredo Pirri (it), le philosophe Pietro Montani (it) et Jannis Kounellis, Rüdiger a participé à la fondation de l'espace artistique Volume! Un lavoro in Via San Francesco di Sales à Rome (1997/1998). Ses œuvres ont été présentées dans de nombreuses expositions individuelles et collectives. Son travail sur l’espace, le son, l’expérience physique et perceptive du corps se nourrit d’une réflexion théorique sur le réel de l’œuvre et de sa responsabilité historique.

## Expositions
Plusieurs expositions monographiques ont été dédiées à son œuvre tant en France qu’à l’étranger parmi lesquelles les expositions du Centre d’art Les Tanneries à Aimilly (à venir juin 2021), au FRAC Occitanie et MO.CO.ESBA Montpellier (2015), le Château des Adhémar centre d’art contemporain de Montélimar (2006), le MAMBO Musée d’art contemporain de Bologne (1999), le centre d’art La Galerie de Noisy-le-Sec (1999), le Centre d’art VOLUME ! Un lavoro in Via San Francesco di Sales, Rome, Les Abattoirs de Toulouse (1997), CCC OD de Tours (1996). Ainsi que dans les galeries, Christian Stein, Turin et Milan, Michel Rein, Tours et Paris, Krings-Ernst Gellery Cologne, Bernard Bouche, Paris, Traversée Zeitgenössische Kunst, Munich, galerie Scogniamiglio Naples, galerie TAG, Udine, Studio Sergio Casoli Milan, galerie Matteo Remolino Turin, Galleria Alice, Rome, Studio Sauro Bocchi Rome.
Il a été convié à des expositions collectives au Centro per l'Arte Contemporanea Luigi Pecci, Prato (1990, 1998, 2018), à la Triennale de Milan (Ennesima, 2015), à la Fondazione Palazzo Albizzini Collezione Burri, Città di Castello (2015), au Museion de Bolzano (2014), Petach Tikva Museum of Art, Israël (2013), à l'Ostrale de Dresde (2013), à la Biennale de Venise (1993, 2001, 2011), à la Quadriennale de Rome Palazzo delle Esposizioni (1996, 2008), au Palais des Beaux-Arts de Lille (2006), au Musée d'art contemporaine de Rochechouart (2003), au PS1 de New-York (1999), au Padiglione d'Arte Contemporanea de Milan (1989, 1998), au Magasin de Grenoble (1992), au Musée d’art contemporain de Caracas, de Bogota, de Buenos Aires (1992), au Museum Moderner Kunst de Vienne (1991).

## Collections publiques
- Centre National des Arts Plastiques CNAP, dépôts au Musée d'Arts de Nantes et à l'Institut d’Art Contemporain Villeurbanne/Rhône-Alpes;
- Les Abattoirs Toulouse;
- Institut d’Art Contemporain Villeurbanne/Rhône-Alpes;
- CIMAC Collection Museo del Novecento, Milan;
- Museo d'Arte Moderna di Bologna (en);
- Petach Tikva Museum of Art (en), Israël;
- Centro per l'arte contemporanea Luigi Pecci;
- FRAC Champagne-Ardennes;
- FRAC Bretagne;
- FRAC Centre;
- FRAC Corse]
- Gallerie d’Italia - Progetto Cultura Intesa San Paolo[4], Milan;
- Spazio d’Arte Alberto Moretti - Schema Polis[5] - Rocca di Carmignano.

## Monographies
- “Bernhard Rüdiger”, avec un texte de Doris von Drathen, Carnet 10, 2e trimestre 2016, Künstler kritisches Lexikon der Gegenwartskunst, Köln, 2016.
- “Bernhard Rüdiger, locus desertus”, éd. La Drôme, les châteaux, 2006.
- "Bernhard Rüdiger; Spazio Aperto" éd.Galleria d'Arte Moderna di Bologna, 1999.
- "Bernhard Rüdiger" éd. CCC, Tours et Espace d'Art Moderne et Contemporain de Toulouse et Midi-Pyrénées, Toulouse, 1997.
- "Bernhard Rüdiger", éd La Boxe, Bourges, 1994.

## Livres publiés
(avril 2021).
- Il luogo del futuro. La camera mancante del nuovo tumulo di Montecalvario / The Place of Future. The Missing Chamber of the New Tumulus in Montecalvario, B.Rüdiger (dir.), Siena, Betti Editore, 2019.  (ISBN 978-88-7576-634-4)
- Découper le temps en son lieu. Parcours expérimental / Cutting out Time in its Place. Experimental journey, B.Rüdiger (dir.), éd. ENSBA Lyon 2019, avec Y.Annicchiarico, A.Bonnard, J.Lauro‐Mariani  (ISBN 978-2-915213-34-8).
- Le temps suspendu, G.Careri et B.Rüdiger (dir.), Lyon, éd. PUL Presses Universitaires de Lyon, 2016, avec L.Acquarelli, Y.Annicchiarico, S.Bergala, B.Duvernay, J.Lauro‐Mariani, Th.Léon, A.Mengoni, M.Montazami, Ph.Louis Rousseau, E.L.Santner, A.Tournon, R.Ubl  (ISBN 978-2-7297-0911-2).
- L'art contemporain et le temps; visions de l'histoire et formes de l'expérience, Ch. Viart (dir.), Rennes, PUR Presses universitaires de Rennes, 2016  (ISBN 978-2-7535-5037-7).
- L’archivio corale: lo Spazio di via Lazzaro Palazzi, l’esperienza dell’autogestione e AVANBLOB, Ennesima, V.d.Bellis (dir.), Milano, éd Mousse Publishing, 2015   (ISBN 978-88-6749-188-9).
- L’histoire de l’art depuis Walter Benjamin, G.Careri et G.Didi-Huberman (dir.), Milano, Mimesis, 2015  (ISBN 978-88-575-2449-8).
- Luciano Fabro – Habiter l’autonomie / Inhabiting Autonomy, B.Rüdiger (dir.), Lyon, Editions ENSBA, 2010, avec B.Corà, D.v.Drathen, L.Fabro, V.Goudinoux, G.Paolini, M.Montazami, E.Parendeau, Ph.L.Rousseau, M.Rowell, B.Seror, S.Tritz  (ISBN 978-2-915213-14-0).
- Face au réel. Éthique de la forme dans l’art contemporain, G.Careri et B.Rüdiger (dir.), Paris, éd. Bookstorming,2008, un séminaire de recherche avec: P.Montani, A.Gunthert, Th.Schütte, L.Fabro, A.Sekula, E.v.Alphen et M.Bal  (ISBN 978-2-35733-025-2).
- Bernhard Rüdiger, Conversation avec Pascal Beausse; Manhattan Walk: faire un pas de côté, l’histoire, le document, l’icône et l’artiste comme non-reporter”, Lyon, éd. [EUX], 2005  (ISBN 2-910616-09-6).
- Bernhard Rüdiger, Neuf Rêves écrits sur l'art; un caprice, édition des écrits de 1990 à 1999, Paris et Turin, éd. Au même titre et Hopefulmonster, 2001  (ISBN 2-912315-06-9).